# Возвращение титанов
«Возвращение титанов» (англ. Mega Python vs. Gatoroid — досл. Мега-питон против Гатороида) — совместный фильм студии The Asylum и телеканала Syfy Universal. Премьера на телеэкране — 29 января 2011 года.

## Сюжет
Группа защитников животных во главе с Никки (Дебора Гибсон) выпускает питонов в болота Эверглейдс. Оказавшись в новой среде обитания, питоны начинают угрожать обитающей в болотах популяции аллигаторов и убивают жениха работницы заповедника Терри (Тиффани). Терри кормит аллигаторов начинёнными стероидами курами, чтобы те стали больше и сильнее и уничтожили питонов. Аллигаторы, а также питоны, питающиеся яйцами аллигаторов, вырастают до гигантских размеров и начинают представлять угрозу для людей. Наконец, рептилии-мутанты портят вечеринку, которую Терри устроила в память о своём погибшем женихе, и, продолжая размножаться, нападают на город. Никки и Терри винят в происходящем друг друга, но им, несмотря на разногласия и неприязнь друг к другу, приходится сплотиться и вместе с защитником животных Диего (Эй Мартинес) остановить гигантских пресмыкающихся, которых они заманивают в одно место и взрывают, но при этом и сами главные героини погибают.  Год спустя Диего открывает Национальный парк имени Никки и Терри.

## В ролях
- Дебора Гибсон — Никки
- Тиффани — Терри
- Эй Мартинес — Диего
- Кэтрин Джустен — Энджи
- Ванесса Стюарт — посетительница бара

## Критика
Фильм приняли негативно. К примеру, Кен Такер из журнала Entertainment Weekly подверг его резкой критике: «Фильм делает такое, чего не было ни в Акулосьминоге, ни в Динокроке против Динозавра: он намеренно привлекает внимание к тому, насколько он плох, несовершенен и ужасен». Джаред Расик из CHUD.com дал фильму две звезды из пяти, отметив: «Этот фильм точно знает, что он такое, и не пытается удивить вас каким-либо элементом качества, чтобы сделать время, которое вы потратили на просмотр, значимым».

## Релиз в России
В России фильм был выпущен на DVD с закадровым переводом фирмой «Lizard Trade Cinema», под названием «Возвращение титанов».

## Фильмы этой серии
- 2009 — Два миллиона лет спустя
- 2010 — Пираньи: Идеальные хищники
- 2010 — Гибель титанов